# Temperatura del equilibrio planetario
La temperatura de equilibrio planetario es una temperatura teórica a la que se vería un planeta cuando se considera simplemente como si se tratara de un cuerpo negro que se calienta solo por su estrella madre. En este modelo, la presencia o ausencia de una atmósfera (y, por tanto, cualquier efecto invernadero) no se considera, y la temperatura teórica del cuerpo negro es como si proviniera de una superficie idealizada del planeta.
Otros autores utilizan diferentes nombres para este concepto, como la temperatura equivalente del cuerpo negro de un planeta, o la temperatura efectiva de emisión de radiación del planeta. Otros conceptos similares incluyen: la temperatura media global, el equilibrio radiativo global y la temperatura media global del aire en la superficie terrestre,  la cual incluye los efectos del calentamiento global.

## Cálculo de la temperatura del cuerpo semi-negro
Si la radiación solar incidente ("la insolación") en el planeta a su distancia orbital del Sol es {\displaystyle I_{o}}, la cantidad de energía absorbida por el planeta dependerá de su albedo y su área de sección transversal, de modo que la potencia absorbida por el planeta es:
{\displaystyle {P}_{in}={I_{o}}\left(1-a\right)\pi {{R}_{p}}^{2}}
Note que el albedo sería cero para un cuerpo negro. Sin embargo, en planetología, se obtienen resultados más útiles al contabilizar un albedo planetario medido o estimado. La potencia infrarroja (onda larga) irradiada por el planeta como radiación térmica dependerá de su emisividad y su área de superficie, de acuerdo a la ecuación de Stefan–Boltzmann:
{\displaystyle {P}_{out}=\epsilon \sigma A{T}^{4}}
donde {\displaystyle P_{out}} es la energía irradiada, {\displaystyle \epsilon } es la emisividad, {\displaystyle \sigma } la constante de Stefan–Boltzmann, {\displaystyle A} el área de la superficie, y {\displaystyle T} la temperatura absoluta. Para un planeta esférico, el área de la superficie es {\displaystyle A=4\pi {{R}_{p}}^{2}}.
La emisividad se supone típicamente que es {\displaystyle \epsilon =1}, como sería el caso de un cuerpo negro perfectamente emisor. Esto suele ser una buena aproximación, ya que las emisividades de las superficies naturales tienden a estar en el rango de 0.9 a 1, por ejemplo, {\displaystyle \epsilon _{Tierra}=0.96}.
La temperatura de equilibrio se calcula estableciendo {\displaystyle P_{in}=P_{out}}. Por lo tanto,
{\displaystyle {T}_{eq}={\left({\frac {I_{o}\left(1-a\right)}{4\sigma }}\right)}^{1/4}}

### Modelo teórico
Considere una estrella esférica y un planeta esférico. La estrella y el planeta se consideran cuerpos negros perfectos. El planeta tiene un albedo y sólo absorbe una fracción de la radiación, dependiendo de las características superficiales. La estrella emite radiación isotrópica de acuerdo a la ley de Stefan–Boltzmann, que recorre una distancia igual a la distancia orbital del planeta, D. El planeta absorbe la radiación que no es reflejada por el albedo de la superficie y se calienta. Dado que el planeta es también un cuerpo negro que emite radiación de acuerdo a la ley de Stefan–Boltzmann, emitirá radiación y perderá energía. El equilibrio térmico existe cuando la potencia suministrada por la estrella es igual a la potencia emitida por el planeta. La temperatura a la que se produce este equilibrio es la temperatura de equilibrio planetario y es igual a:
{\displaystyle {T}_{eq}={T}{\left(1-a\right)}^{1/4}{\sqrt {\frac {R}{2D}}}}
Dónde {\displaystyle {T}} y {\displaystyle {R}} son la temperatura y el radio de la estrella, respectivamente.
La temperatura de equilibrio no es un límite superior ni inferior de las temperaturas reales de un planeta. Debido al efecto invernadero, los planetas con atmósferas tendrán temperaturas superiores a la temperatura de equilibrio. Por ejemplo, Venus tiene una temperatura de equilibrio de aproximadamente 227 K, pero una temperatura de la superficie de 740 K. La Luna tiene una temperatura de cuerpo negro de 271 K, pero puede tener temperaturas de 373 K en el día y 100 K por la noche. Esto es debido a la rotación relativamente lenta de la Luna en comparación con su tamaño, la superficie completa no se calienta de manera uniforme. Los cuerpos en órbita también pueden ser calentados por el calentamiento de marea, la energía geotérmica, que es impulsado por la desintegración radioactiva en el núcleo del planeta, o el calentamiento por acumulación.

### Derivación detallada de la temperatura de equilibrio planetario
La potencia absorbida por el planeta de la estrella es igual a la potencia emitida por el planeta: {\displaystyle {P}_{in}={P}_{out}}.
Igual que antes,
{\displaystyle {P}_{in}={I_{o}}\left(1-a\right)\pi {{R}_{p}}^{2}},
donde {\displaystyle I_{o}}, la intensidad solar a la distancia del planeta al sol, es igual a la luminosidad ({\displaystyle L}) (es decir, la potencia total emitida) de la estrella por unidad de área de la esfera, en la que toda la radiación de la estrella se proyecta a la distancia del planeta. Esto es
{\displaystyle {P}_{in}={L}\left(1-a\right)\left({\frac {\pi {{R}_{p}}^{2}}{4\pi {D}^{2}}}\right)}.  
Por otra parte, {\displaystyle P=\epsilon \sigma A{T}^{4}}.
La emisividad normalmente se espera que sea muy cercana a 1, y por lo tanto a menudo se deja fuera. Multiplicando por el área, la potencia emitida por el planeta es:
{\displaystyle {P}_{out}=\left(\epsilon \sigma {{T}_{eq}}^{4}\right)\left(4\pi {{R}_{p}}^{2}\right)}
La configuración de esta igualdad:
{\displaystyle {T}_{eq}={\left({\frac {{L}\left(1-a\right)}{16\epsilon \sigma \pi {D}^{2}}}\right)}^{1/4}}
La luminosidad de la estrella es igual a la constante de Stefan-Boltzmann multiplicada por la cuarta potencia de la temperatura de la estrella: {\displaystyle {L}=\left(\sigma {T}^{4}\right)\left(4\pi {R}^{2}\right)}
Sustituyendo esto en la ecuación anterior, se puede demostrar que:
{\displaystyle {T}_{eq}={T}{\left({\frac {\left(1-a\right)}{\epsilon }}\right)}^{1/4}{\sqrt {\frac {R}{2D}}}}
Suponiendo que la emisividad es igual a 1, esto reproduce la ecuación en la sección anterior. La temperatura de equilibrio no depende del tamaño del planeta, debido a que tanto la radiación entrante y la saliente dependen del área del planeta.

## Cálculo de planetas extrasolares
Para planetas extrasolares la temperatura de la estrella se puede calcular a partir del color de la estrella utilizando la ley de Planck. La temperatura calculada de la estrella se puede usar con el  diagrama Hertzsprung–Russell para determinar la magnitud absoluta de la estrella, que luego se puede usar con los datos de observación para determinar la distancia de la estrella y, finalmente, el tamaño de la estrella. Las simulaciones orbitales se utilizan para determinar qué parámetros orbitales (incluyendo distancia orbital) producen las observaciones vistas por los astrónomos. Los astrónomos utilizan albedo hipotético y luego pueden estimar la temperatura de equilibrio.